# The Common Linnets (album)
The Common Linnets is het album van The Common Linnets, bestaande uit Ilse DeLange en Waylon. Dit album werd uitgebracht in aanloop naar de finale van het 59e Eurovisiesongfestival. Het album is onder meer opgenomen in Nashville en Hilversum. Ilse DeLange en JB Meijers tekenden voor de productie. Er bestaat van het album ook een luxe-editie. Deze bevat naast de compact disc de documentaire Calm Before the Storm, over de totstandkoming van het album. The Common Linnets werd in 2014 de best verkochte plaat in Nederland.

## Geschiedenis
Het album werd in 2013 deels opgenomen in Nashville. Daarna volgden er opnames in Hilversum en Kopenhagen. Op 12 mei 2014 kreeg de plaat de officiële goudstatus. De gouden plaat werd uitgereikt door Humberto Tan in RTL Late Night. Vier dagen later kreeg het de status platina. Toen viel de eer aan Edwin Evers om de platina plaat te overhandigen. Op 28 juli 2014 behaalde het album drie keer de platina status.
Na het succes op het Songfestival ontstond een run op het album van The Common Linnets, dat twee dagen voor de grote finale werd uitgebracht. De vraag was zelfs zo groot dat Universal al na een paar dagen door de voorraad heen was. Op iTunes werden de albumtracks bovendien zo veel gedownload dat ze alle dertien een plekje wisten te vergaren in de Single Top 100. DeLange en Waylon schreven daarmee hitlijstgeschiedenis. Destijds was het nooit eerder in de geschiedenis van de Nederlandse hitlijsten gebeurd dat een artiest met alle nummers van één en hetzelfde album in de Top 100 stond genoteerd.
Het album kwam direct na uitgave binnen in de iTunes Album Top 100. In de eerste Album Top 100 na het Eurovisiesongfestival stond het album op de eerste plaats. Het album verkocht in de eerste week ruim drie keer zo veel exemplaren als de nummer twee Xscape van Michael Jackson. In de tweede week wist het ook de nieuwe release van Coldplay, Ghost Stories ruim voor te blijven. Het album kreeg ook noteringen in de lijsten van Duitsland, Zwitserland, Oostenrijk, Waals België, Denemarken, Spanje en het Verenigd Koninkrijk. In oktober 2014 werd aangegeven dat er in Duitsland 100.000 exemplaren van de cd waren verkocht; in Oostenrijk 7.500.
In Nederland verdween het album na 55 weken uit de lijst omdat de inkoopprijs zakte tot maximaal 8,00 euro. De cd werd daarom overgezet naar de daarvoor bedoelde Midprice Top 50. Daar bereikte de plaat na uitkomst van het tweede album II de eerste plaats.

## Tracklist
| Nr. | Titel                     | Duur |
| --- | ------------------------- | ---- |
| 1.  | Calm after the storm      | 3:33 |
| 2.  | Hungry hands              | 3:53 |
| 3.  | Arms of salvation         | 2:30 |
| 4.  | Still loving after you    | 3:54 |
| 5.  | Sun song                  | 2:47 |
| 6.  | Lovers & liars            | 3:35 |
| 7.  | Broken but home           | 4:33 |
| 8.  | Before complete surrender | 4:43 |
| 9.  | Where do I go with me     | 3:57 |
| 10. | Time has no mercy         | 2:48 |
| 11. | Give me a reason          | 3:42 |
| 12. | When love was king        | 4:07 |
| 13. | Love goes on              | 3:54 |

## Musici
- Drums en percussie: Bart Vergoossen, Shannon Forrest
- Basgitaar: JB Meijers, Michael Rhodes
- Gitaar: JB Meijers, Adam Schoenfeld, Ilya Toshinsky
- Mandoline: JB Meijers, Ilse DeLange, Ilya Toshinsky
- Pedal steelgitaar: Paul Franklin
- Dobro: Jerry Douglas
- Lapsteel: JB Meijers
- Banjo: Ilya Toshinskiy, JB Meijers
- Piano en toetsen: Jimmy Nichols, JB Meijers
- Viool: Larry Franklin
- Strijkers: Metropole Orkest gedirigeerd door Jules Buckley
- Strijkarrangement: JB Meijers, Ilse DeLange
- Zang en achtergrondzang: Ilse DeLange, Waylon, JB Meijers
- Stampen en klappen: Ilse Delange, JB Meijers, Bart Vergoossen, Fieke van den Hurk

## Hitnoteringen

### NederlandseAlbum Top 100
| Hitnotering: 17-05-2014 t/m 30-05-2015 | Hitnotering: 17-05-2014 t/m 30-05-2015 | Hitnotering: 17-05-2014 t/m 30-05-2015 | Hitnotering: 17-05-2014 t/m 30-05-2015 | Hitnotering: 17-05-2014 t/m 30-05-2015 | Hitnotering: 17-05-2014 t/m 30-05-2015 | Hitnotering: 17-05-2014 t/m 30-05-2015 | Hitnotering: 17-05-2014 t/m 30-05-2015 | Hitnotering: 17-05-2014 t/m 30-05-2015 | Hitnotering: 17-05-2014 t/m 30-05-2015 | Hitnotering: 17-05-2014 t/m 30-05-2015 | Hitnotering: 17-05-2014 t/m 30-05-2015 | Hitnotering: 17-05-2014 t/m 30-05-2015 | Hitnotering: 17-05-2014 t/m 30-05-2015 | Hitnotering: 17-05-2014 t/m 30-05-2015 |
| Week:                                  | 1                                      | 2                                      | 3                                      | 4                                      | 5                                      | 6                                      | 7                                      | 8                                      | 9                                      | 10                                     | 11                                     | 12                                     | 13                                     | 14                                     |
| -------------------------------------- | -------------------------------------- | -------------------------------------- | -------------------------------------- | -------------------------------------- | -------------------------------------- | -------------------------------------- | -------------------------------------- | -------------------------------------- | -------------------------------------- | -------------------------------------- | -------------------------------------- | -------------------------------------- | -------------------------------------- | -------------------------------------- |
| Positie:                               | 1                                      | 1                                      | 1                                      | 1                                      | 1                                      | 1                                      | 3                                      | 5                                      | 2                                      | 2                                      | 4                                      | 5                                      | 5                                      | 6                                      |
| Week:                                  | 15                                     | 16                                     | 17                                     | 18                                     | 19                                     | 20                                     | 21                                     | 22                                     | 23                                     | 24                                     | 25                                     | 26                                     | 27                                     | 28                                     |
| Positie:                               | 9                                      | 16                                     | 9                                      | 9                                      | 11                                     | 17                                     | 23                                     | 20                                     | 34                                     | 28                                     | 33                                     | 33                                     | 55                                     | 23                                     |
| Week:                                  | 29                                     | 30                                     | 31                                     | 32                                     | 33                                     | 34                                     | 35                                     | 36                                     | 37                                     | 38                                     | 39                                     | 40                                     | 41                                     | 42                                     |
| Positie:                               | 34                                     | 23                                     | 23                                     | 21                                     | 14                                     | 14                                     | 11                                     | 18                                     | 14                                     | 12                                     | 5                                      | 4                                      | 17                                     | 21                                     |
| Week:                                  | 43                                     | 44                                     | 45                                     | 46                                     | 47                                     | 48                                     | 49                                     | 50                                     | 51                                     | 52                                     | 53                                     | 54                                     | 55                                     |                                        |
| Positie:                               | 29                                     | 28                                     | 36                                     | 32                                     | 57                                     | 52                                     | 43                                     | 45                                     | 38                                     | 29                                     | 19                                     | 19                                     | 21                                     | uit                                    |

### VlaamseAlbum Top 200
| Hitnotering (week 1 t/m 16): 17-05-2014 t/m 30-08-2014 Hitnotering (week 17): 13-09-2014 Hitnotering (week 18): 04-10-2014 Hitnotering (week 19): 18-10-2014 Hitnotering (week 20): 06-12-2014 Hitnotering (week 21): 31-01-2015 | Hitnotering (week 1 t/m 16): 17-05-2014 t/m 30-08-2014 Hitnotering (week 17): 13-09-2014 Hitnotering (week 18): 04-10-2014 Hitnotering (week 19): 18-10-2014 Hitnotering (week 20): 06-12-2014 Hitnotering (week 21): 31-01-2015 | Hitnotering (week 1 t/m 16): 17-05-2014 t/m 30-08-2014 Hitnotering (week 17): 13-09-2014 Hitnotering (week 18): 04-10-2014 Hitnotering (week 19): 18-10-2014 Hitnotering (week 20): 06-12-2014 Hitnotering (week 21): 31-01-2015 | Hitnotering (week 1 t/m 16): 17-05-2014 t/m 30-08-2014 Hitnotering (week 17): 13-09-2014 Hitnotering (week 18): 04-10-2014 Hitnotering (week 19): 18-10-2014 Hitnotering (week 20): 06-12-2014 Hitnotering (week 21): 31-01-2015 | Hitnotering (week 1 t/m 16): 17-05-2014 t/m 30-08-2014 Hitnotering (week 17): 13-09-2014 Hitnotering (week 18): 04-10-2014 Hitnotering (week 19): 18-10-2014 Hitnotering (week 20): 06-12-2014 Hitnotering (week 21): 31-01-2015 | Hitnotering (week 1 t/m 16): 17-05-2014 t/m 30-08-2014 Hitnotering (week 17): 13-09-2014 Hitnotering (week 18): 04-10-2014 Hitnotering (week 19): 18-10-2014 Hitnotering (week 20): 06-12-2014 Hitnotering (week 21): 31-01-2015 | Hitnotering (week 1 t/m 16): 17-05-2014 t/m 30-08-2014 Hitnotering (week 17): 13-09-2014 Hitnotering (week 18): 04-10-2014 Hitnotering (week 19): 18-10-2014 Hitnotering (week 20): 06-12-2014 Hitnotering (week 21): 31-01-2015 | Hitnotering (week 1 t/m 16): 17-05-2014 t/m 30-08-2014 Hitnotering (week 17): 13-09-2014 Hitnotering (week 18): 04-10-2014 Hitnotering (week 19): 18-10-2014 Hitnotering (week 20): 06-12-2014 Hitnotering (week 21): 31-01-2015 | Hitnotering (week 1 t/m 16): 17-05-2014 t/m 30-08-2014 Hitnotering (week 17): 13-09-2014 Hitnotering (week 18): 04-10-2014 Hitnotering (week 19): 18-10-2014 Hitnotering (week 20): 06-12-2014 Hitnotering (week 21): 31-01-2015 | Hitnotering (week 1 t/m 16): 17-05-2014 t/m 30-08-2014 Hitnotering (week 17): 13-09-2014 Hitnotering (week 18): 04-10-2014 Hitnotering (week 19): 18-10-2014 Hitnotering (week 20): 06-12-2014 Hitnotering (week 21): 31-01-2015 | Hitnotering (week 1 t/m 16): 17-05-2014 t/m 30-08-2014 Hitnotering (week 17): 13-09-2014 Hitnotering (week 18): 04-10-2014 Hitnotering (week 19): 18-10-2014 Hitnotering (week 20): 06-12-2014 Hitnotering (week 21): 31-01-2015 | Hitnotering (week 1 t/m 16): 17-05-2014 t/m 30-08-2014 Hitnotering (week 17): 13-09-2014 Hitnotering (week 18): 04-10-2014 Hitnotering (week 19): 18-10-2014 Hitnotering (week 20): 06-12-2014 Hitnotering (week 21): 31-01-2015 | Hitnotering (week 1 t/m 16): 17-05-2014 t/m 30-08-2014 Hitnotering (week 17): 13-09-2014 Hitnotering (week 18): 04-10-2014 Hitnotering (week 19): 18-10-2014 Hitnotering (week 20): 06-12-2014 Hitnotering (week 21): 31-01-2015 | Hitnotering (week 1 t/m 16): 17-05-2014 t/m 30-08-2014 Hitnotering (week 17): 13-09-2014 Hitnotering (week 18): 04-10-2014 Hitnotering (week 19): 18-10-2014 Hitnotering (week 20): 06-12-2014 Hitnotering (week 21): 31-01-2015 | Hitnotering (week 1 t/m 16): 17-05-2014 t/m 30-08-2014 Hitnotering (week 17): 13-09-2014 Hitnotering (week 18): 04-10-2014 Hitnotering (week 19): 18-10-2014 Hitnotering (week 20): 06-12-2014 Hitnotering (week 21): 31-01-2015 |
| Week: | 1 | 2 | 3 | 4 | 5 | 6 | 7 | 8 | 9 | 10 | 11 | 12 | 13 | 14 |
| --- | --- | --- | --- | --- | --- | --- | --- | --- | --- | --- | --- | --- | --- | --- |
| Positie: | 126 | 14 | 12 | 19 | 25 | 20 | 33 | 46 | 54 | 40 | 61 | 76 | 91 | 125 |
| Week: | 15 | 16 | | 17 | | 18 | | 19 | | 20 | | 21 | | |
| Positie: | 110 | 103 | uit | 151 | uit | 71 | uit | 161 | uit | 183 | uit | 150 | uit | |